# Llista d'asteroides/102101–102200
| Nom      | Designació provisional | Data de descobriment | Lloc de descobriment | Descobridor/s |
| -------- | ---------------------- | -------------------- | -------------------- | ------------- |
| 102101 - | 1999 RZ159             | 9 de setembre, 1999  | Socorro              | LINEAR        |
| 102102 - | 1999 RK160             | 9 de setembre, 1999  | Socorro              | LINEAR        |
| 102103 - | 1999 RA161             | 9 de setembre, 1999  | Socorro              | LINEAR        |
| 102104 - | 1999 RV161             | 9 de setembre, 1999  | Socorro              | LINEAR        |
| 102105 - | 1999 RA163             | 9 de setembre, 1999  | Socorro              | LINEAR        |
| 102106 - | 1999 RB163             | 9 de setembre, 1999  | Socorro              | LINEAR        |
| 102107 - | 1999 RL164             | 9 de setembre, 1999  | Socorro              | LINEAR        |
| 102108 - | 1999 RZ165             | 9 de setembre, 1999  | Socorro              | LINEAR        |
| 102109 - | 1999 RD166             | 9 de setembre, 1999  | Socorro              | LINEAR        |
| 102110 - | 1999 RV166             | 9 de setembre, 1999  | Socorro              | LINEAR        |
| 102111 - | 1999 RQ167             | 9 de setembre, 1999  | Socorro              | LINEAR        |
| 102112 - | 1999 RR167             | 9 de setembre, 1999  | Socorro              | LINEAR        |
| 102113 - | 1999 RZ167             | 9 de setembre, 1999  | Socorro              | LINEAR        |
| 102114 - | 1999 RW168             | 9 de setembre, 1999  | Socorro              | LINEAR        |
| 102115 - | 1999 RZ168             | 9 de setembre, 1999  | Socorro              | LINEAR        |
| 102116 - | 1999 RM170             | 9 de setembre, 1999  | Socorro              | LINEAR        |
| 102117 - | 1999 RW170             | 9 de setembre, 1999  | Socorro              | LINEAR        |
| 102118 - | 1999 RX170             | 9 de setembre, 1999  | Socorro              | LINEAR        |
| 102119 - | 1999 RO171             | 9 de setembre, 1999  | Socorro              | LINEAR        |
| 102120 - | 1999 RO172             | 9 de setembre, 1999  | Socorro              | LINEAR        |
| 102121 - | 1999 RL174             | 9 de setembre, 1999  | Socorro              | LINEAR        |
| 102122 - | 1999 RG175             | 9 de setembre, 1999  | Socorro              | LINEAR        |
| 102123 - | 1999 RP175             | 9 de setembre, 1999  | Socorro              | LINEAR        |
| 102124 - | 1999 RB177             | 9 de setembre, 1999  | Socorro              | LINEAR        |
| 102125 - | 1999 RQ177             | 9 de setembre, 1999  | Socorro              | LINEAR        |
| 102126 - | 1999 RW177             | 9 de setembre, 1999  | Socorro              | LINEAR        |
| 102127 - | 1999 RY177             | 9 de setembre, 1999  | Socorro              | LINEAR        |
| 102128 - | 1999 RC178             | 9 de setembre, 1999  | Socorro              | LINEAR        |
| 102129 - | 1999 RM179             | 9 de setembre, 1999  | Socorro              | LINEAR        |
| 102130 - | 1999 RT179             | 9 de setembre, 1999  | Socorro              | LINEAR        |
| 102131 - | 1999 RX179             | 9 de setembre, 1999  | Socorro              | LINEAR        |
| 102132 - | 1999 RH180             | 9 de setembre, 1999  | Socorro              | LINEAR        |
| 102133 - | 1999 RB181             | 9 de setembre, 1999  | Socorro              | LINEAR        |
| 102134 - | 1999 RD181             | 9 de setembre, 1999  | Socorro              | LINEAR        |
| 102135 - | 1999 RN182             | 9 de setembre, 1999  | Socorro              | LINEAR        |
| 102136 - | 1999 RO182             | 9 de setembre, 1999  | Socorro              | LINEAR        |
| 102137 - | 1999 RR182             | 9 de setembre, 1999  | Socorro              | LINEAR        |
| 102138 - | 1999 RS182             | 9 de setembre, 1999  | Socorro              | LINEAR        |
| 102139 - | 1999 RO183             | 9 de setembre, 1999  | Socorro              | LINEAR        |
| 102140 - | 1999 RS184             | 9 de setembre, 1999  | Socorro              | LINEAR        |
| 102141 - | 1999 RT184             | 9 de setembre, 1999  | Socorro              | LINEAR        |
| 102142 - | 1999 RB185             | 9 de setembre, 1999  | Socorro              | LINEAR        |
| 102143 - | 1999 RC186             | 9 de setembre, 1999  | Socorro              | LINEAR        |
| 102144 - | 1999 RA188             | 9 de setembre, 1999  | Socorro              | LINEAR        |
| 102145 - | 1999 RQ188             | 9 de setembre, 1999  | Socorro              | LINEAR        |
| 102146 - | 1999 RW191             | 11 de setembre, 1999 | Socorro              | LINEAR        |
| 102147 - | 1999 RC192             | 13 de setembre, 1999 | Socorro              | LINEAR        |
| 102148 - | 1999 RA195             | 8 de setembre, 1999  | Socorro              | LINEAR        |
| 102149 - | 1999 RH197             | 8 de setembre, 1999  | Socorro              | LINEAR        |
| 102150 - | 1999 RQ197             | 8 de setembre, 1999  | Socorro              | LINEAR        |
| 102151 - | 1999 RA198             | 8 de setembre, 1999  | Socorro              | LINEAR        |
| 102152 - | 1999 RL201             | 8 de setembre, 1999  | Socorro              | LINEAR        |
| 102153 - | 1999 RM201             | 8 de setembre, 1999  | Socorro              | LINEAR        |
| 102154 - | 1999 RK203             | 8 de setembre, 1999  | Socorro              | LINEAR        |
| 102155 - | 1999 RV203             | 8 de setembre, 1999  | Socorro              | LINEAR        |
| 102156 - | 1999 RV204             | 8 de setembre, 1999  | Socorro              | LINEAR        |
| 102157 - | 1999 RV206             | 8 de setembre, 1999  | Socorro              | LINEAR        |
| 102158 - | 1999 RC209             | 8 de setembre, 1999  | Socorro              | LINEAR        |
| 102159 - | 1999 RY213             | 13 de setembre, 1999 | Kitt Peak            | Spacewatch    |
| 102160 - | 1999 RG216             | 4 de setembre, 1999  | Anderson Mesa        | LONEOS        |
| 102161 - | 1999 RM217             | 3 de setembre, 1999  | Anderson Mesa        | LONEOS        |
| 102162 - | 1999 RH219             | 5 de setembre, 1999  | Kitt Peak            | Spacewatch    |
| 102163 - | 1999 RT219             | 4 de setembre, 1999  | Anderson Mesa        | LONEOS        |
| 102164 - | 1999 RE220             | 4 de setembre, 1999  | Catalina             | CSS           |
| 102165 - | 1999 RH220             | 4 de setembre, 1999  | Catalina             | CSS           |
| 102166 - | 1999 RR221             | 5 de setembre, 1999  | Catalina             | CSS           |
| 102167 - | 1999 RC223             | 7 de setembre, 1999  | Catalina             | CSS           |
| 102168 - | 1999 RD227             | 5 de setembre, 1999  | Catalina             | CSS           |
| 102169 - | 1999 RT227             | 7 de setembre, 1999  | Anderson Mesa        | LONEOS        |
| 102170 - | 1999 RA230             | 8 de setembre, 1999  | Catalina             | CSS           |
| 102171 - | 1999 RH230             | 8 de setembre, 1999  | Catalina             | CSS           |
| 102172 - | 1999 RW230             | 8 de setembre, 1999  | Catalina             | CSS           |
| 102173 - | 1999 RQ233             | 8 de setembre, 1999  | Catalina             | CSS           |
| 102174 - | 1999 RG234             | 8 de setembre, 1999  | Catalina             | CSS           |
| 102175 - | 1999 RK234             | 8 de setembre, 1999  | Catalina             | CSS           |
| 102176 - | 1999 RV235             | 8 de setembre, 1999  | Catalina             | CSS           |
| 102177 - | 1999 RS236             | 8 de setembre, 1999  | Catalina             | CSS           |
| 102178 - | 1999 RD237             | 8 de setembre, 1999  | Catalina             | CSS           |
| 102179 - | 1999 RX237             | 8 de setembre, 1999  | Catalina             | CSS           |
| 102180 - | 1999 RV238             | 8 de setembre, 1999  | Catalina             | CSS           |
| 102181 - | 1999 RT240             | 11 de setembre, 1999 | Anderson Mesa        | LONEOS        |
| 102182 - | 1999 RN241             | 14 de setembre, 1999 | Catalina             | CSS           |
| 102183 - | 1999 RL242             | 4 de setembre, 1999  | Anderson Mesa        | LONEOS        |
| 102184 - | 1999 RX242             | 4 de setembre, 1999  | Anderson Mesa        | LONEOS        |
| 102185 - | 1999 RJ250             | 7 de setembre, 1999  | Socorro              | LINEAR        |
| 102186 - | 1999 RC251             | 5 de setembre, 1999  | Kitt Peak            | Spacewatch    |
| 102187 - | 1999 RQ253             | 9 de setembre, 1999  | Socorro              | LINEAR        |
| 102188 - | 1999 RD255             | 4 de setembre, 1999  | Anderson Mesa        | LONEOS        |
| 102189 - | 1999 SX1               | 18 de setembre, 1999 | Socorro              | LINEAR        |
| 102190 - | 1999 SR3               | 27 de setembre, 1999 | Socorro              | LINEAR        |
| 102191 - | 1999 SH4               | 29 de setembre, 1999 | Višnjan Observatory  | K. Korlević   |
| 102192 - | 1999 SP5               | 30 de setembre, 1999 | Socorro              | LINEAR        |
| 102193 - | 1999 SD6               | 30 de setembre, 1999 | Socorro              | LINEAR        |
| 102194 - | 1999 SV7               | 29 de setembre, 1999 | Socorro              | LINEAR        |
| 102195 - | 1999 ST10              | 30 de setembre, 1999 | Catalina             | CSS           |
| 102196 - | 1999 SC11              | 30 de setembre, 1999 | Catalina             | CSS           |
| 102197 - | 1999 SR11              | 30 de setembre, 1999 | Catalina             | CSS           |
| 102198 - | 1999 SU11              | 30 de setembre, 1999 | Catalina             | CSS           |
| 102199 - | 1999 SE13              | 30 de setembre, 1999 | Socorro              | LINEAR        |
| 102200 - | 1999 SU13              | 29 de setembre, 1999 | Catalina             | CSS           |